# 린나할

린나할

린나할(에스토니아어: Linnahall)은 에스토니아 탈린에 있는 다목적 시설이다. 구시가지 성벽 바로 너머 항구에 위치하고 있으며 1980년에 완공되었다. 이 시설에는 헬리포트와 작은 항구도 있다.

## 역사
1980년 하계 올림픽은 모스크바에서 개최되었다. 모스크바 내륙에는 세일링 경기를 개최할 적합한 경기장이 없었기 때문에 이 경기는 당시 에스토니아 소비에트 사회주의 공화국의 수도였던 탈린에 맡겨졌다. 세일링 경기의 주요 경기장인 피리타 요트 센터 외에도 여러 다른 스포츠 및 엔터테인먼트 시설이 세워졌는데 그중에는 린나할도 포함되어 있다.
스케이트장은 2009년에 문을 닫았고, 콘서트 홀은 2010년에 문을 닫았다. 도시는 2009년부터 2015년까지 투자자를 모집했고, 2015년 시의회는 린나할을 리노베이션하기로 결정했지만, 프로젝트는 실현되지 않았다.
2019년 6월부터 7월까지 이 장소는 장편 영화 "테넷"의 키이우 오페라 하우스의 대역으로 사용되어 촬영되었다.